# Logan (Australien)
Logan City ist eine Stadt im Südosten Queenslands in Australien. Die Stadt grenzt im Norden an Brisbane und im Süden an Gold Coast. Logan City gilt als eines der am schnellsten wachsenden Stadtgebiete in Australien. Es erstreckt sich über eine Fläche von 247,9 km2 und hat etwa 170.000 Einwohner. Logan City ist der Verwaltungssitz des gleichnamigen lokalen Verwaltungsgebiets (LGA) Logan City Council.

## Geschichte
Das Gebiet des heutigen Logan City wurde zuerst 1842 besiedelt. Es wurde am 8. Juni 1978 als Shire gegründet und bekam am 1. Januar 1981 Stadtrechte. Benannt wurde die Stadt nach Captain Patrick Logan, einem brutalen Kommandanten der Sträflingskolonie Moreton Bay. Logan ist der Namensgeber für viele Örtlichkeiten in der Region, wie z. B. dem Logan River, den Ortsteilen Loganlea, Logan Village (Beaudesert Shire), Loganholme, Logan Reserve und Logan Central, dem Logan Motorway und der Logan Road, welche Logan City mit der Landeshauptstadt Brisbane verbindet.
Im Juni 2006 schlug das Stadtratsmitglied Aiden McLinden vor, die Stadt in Silver City umzubenennen. Die Gründe für seinen Vorschlag waren, dass die Stadt einen schlechten Ruf habe, da viele Logan City mit einer hohen Kriminalitätsrate assoziieren. Außerdem sei die Stadt nach einem Mann benannt, der als unbarmherziger Tyrann bekannt war. Der Vorschlag wurde jedoch abgewiesen.

## Verschiedenes
Einige Stadtteile von Logan City, wie z. B. Springwood oder die älteren Teile von Woodridge, ragen als reich heraus, während andere, wie bspw. Kingston, Marsden oder die neueren Teile von Woodridge / Logan Central als ärmer gelten und ihren Ursprung in sozialen Siedlungen haben.
Logan City ist eine sehr multikulturelle Stadt, die die Einflüsse von über 160 verschiedenen Kulturen verbindet. Trotz dieser kulturellen Vielfalt, gibt es kaum rassistisch oder kulturell bedingte Konflikte.

## Verkehr
Logan City verfügt über eine gute Verkehrsanbindung. Die Stadt liegt am Pacific Highway, der die Stadt u. a. mit Brisbane oder der Gold Coast verbindet, aber auch die wichtigste Fernstraße in Richtung Süden ist und direkt nach Sydney (ca. 980 km) führt. Eine weitere wichtige Verkehrsader ist der mautpflichtige Logan Motorway, der Logan City im Westen mit Ipswich verbindet und im Nordosten mit dem Gateway Motorway, welcher wiederum die schnellste Verbindung zum Flughafen und den nördlichen Stadtteilen von Brisbane darstellt.
Logan City ist im Ortsteil Browns Plains an das Stadtbusnetz von Brisbane angebunden. Lokale Buslinien verbinden die übrigen Stadtteile mit Browns Plains.
Über die Anbindung an die Gold Coast/Beenleigh-Bahnlinie ist Logan auch an das Stadtbahnnetz von Brisbane angeschlossen. Die verfügbaren Bahnhöfe in Logan City sind: Trinder Park, Woodridge, Kingston und Loganlea. Seit der Harmonisierung der verschiedenen Verkehrsbetriebe in Brisbane und Umgebung, die ein gemeinsames Fahrkarten- und Fahrpreissystem umfasst, hat sich die Situation im öffentlichen Nahverkehr weiter verbessert.